# Tanypus pallidicornis
Tanypus pallidicornis är en tvåvingeart som först beskrevs av Zetterstedt 1850.  Tanypus pallidicornis ingår i släktet Tanypus och familjen fjädermyggor.
Artens utbredningsområde är Sverige. Inga underarter finns listade i Catalogue of Life.